# Isanemonia
Isanemonia is een geslacht van zeeanemonen uit de familie van de Actiniidae.

## Soort
- Isanemonia australis Carlgren, 1950